# Winter Stories
Winter Stories — совместный студийный альбом американской певицы Джуди Коллинз и норвежского певца Йонаса Фьелда, также в записи принял участие коллектив Chatham County Line. Альбом был выпущен 29 ноября 2019 года на лейбле Wildflower Records по лицензии Cleopatra Records.

## Об альбоме
Запись альбома состоялась в феврале 2019 на студии Echo Mountain Studios, в здании бывшей церкви в Ашвилле, Северная Каролина. Песни в альбоме включают новые версии песен Коллинз «The Blizzard» и «Mountain Girl» из её альбома 1990 года Fires of Eden и альбома 1995 года Voices соответственно, «Angel’s in the Snow» Фьельда, а также каверы на песни Джимми Уэбба «Highwayman» и Джони Митчелл «River».
Альбом достиг первого места в чарте Billboard Top Bluegrass Albums, став первым альбомом-чарттоппером в США для Коллинз за всю её карьеру. Также альбом был номинирован на норвежскую премию Spellemannprisen в категории «Кантри-альбом года».
В 2020 году был выпущен концертный вариант альбома.

## Список композиций
| №                   | Название                    | Автор(ы)                             | Длительность |
| ------------------- | --------------------------- | ------------------------------------ | ------------ |
| 1.                  | «Northwest Passage»         | Стэн Роджерс                         | 4:57         |
| 2.                  | «Mountain Girl»             | Джуди Коллинз                        | 4:45         |
| 3.                  | «Winter Stories»            | Йонас Фьелд                          | 4:42         |
| 4.                  | «Bury Me with My Guitar On» | Йонас Фьелд, Дейв Уилсон             | 3:01         |
| 5.                  | «River»                     | Джони Митчелл                        | 4:00         |
| 6.                  | «Sweet Refrain»             | Йонас Фьелд, Дейв Уилсон             | 4:16         |
| 7.                  | «The Fallow Way»            | Джуди Коллинз                        | 4:03         |
| 8.                  | «Angels in the Snow»        | Эрик Андерсон, Йонас Фьелд, Оле Паус | 5:13         |
| 9.                  | «Highwayman»                | Джимм Уэбб                           | 3:42         |
| 10.                 | «Frozen North»              | Йонас Фьелд                          | 4:35         |
| 11.                 | «The Blizzard»              | Джуди Коллинз                        | 6:05         |
| Общая длительность: | Общая длительность:         | Общая длительность:                  | 49:19        |

## Чарты
| Чарт (2019)                          | Высшая позиция |
| ------------------------------------ | -------------- |
| Норвегия (VG-lista)                  | 25             |
| США (Billboard Independent Albums)   | 36             |
| США (Billboard Top Bluegrass Albums) | 1              |